# Bernard G. Harvey
Bernard George Harvey  (5 de octubre de 1919 – Berkeley (California), 29 de noviembre de 2016) fue un físico y químico nuclear británico-estadounidense, codescubridor del elemento químico de número atómico 101, llamado mendelevio en honor de Dmitri Mendeléyev, junto a Albert Ghiorso, Gregory R. Choppin, Stanley G. Thompson, y Glenn T. Seaborg. 
Trabajó en el Lawrence Radiation Laboratory (luego llamado Lawrence Berkeley National Laboratory, Departamento de Química, Universidad de California, Berkeley, California. Obtuvo una Beca Guggenheim en 1961 en el área de Física.

## Etapa canadiense
Tras completar sus estudios, comenzó a trabajar en Chalk River Laboratories donde publicó el primer artículo científico sobre la química del plutonio. Llamó la atención de Glenn T. Seaborg que dirigía el Radiation Laboratory en Berkeley y quiso atraerlo para participar en las investigaciones sobre los transuránidos. Hubo dificultades para su incorporación por su condición de extranjero. Finalmente obtuvo el permiso y se incorporó en 1953.
La búsqueda de nuevos elementos químicos no podría realizarse en Chalk River por no disponer en ese tiempo de aceleradores ni había planes para tenerlos.

## Descubrimiento del mendelevio
El mendelevio fue preparado en el Laboratorio Nacional de Los Álamos, en marzo de 1955, por bombardeo de einstenio con helio.
Se consiguió bombardeando iones de helio (partículas alfa) sobre una lámina de oro en cuya parte posterior había einstenio-253. Los productos de la transmutación fueron pasados a través de una columna de intercambio de iones Dovex-50 a 87 °C y posterior elusión con disolución de alfa-hidroxiisobutirato y detectados en una cámara de ionización donde se midió la posterior fisión espontánea. La fecha en que quedó demostrada la existencia del nuevo elemento fue el 19 de febrero de 1955.
Fueron necesarias importantes innovaciones técnicas para el éxito del experimento:
- el desarrollo del ciclotrón: necesario para la técnica de bombardeo que permitió la obtención de los elementos transuránidos.
- un objetivo de retroceso: el einstenio estaba depositado sobre la superficie posterior de una lámina de oro. Los átomos de mendelevio recién formados retrocedían y eran capturados en la delgada lámina de oro que se disolvía rápidamente.
- una nueva técnica de galvanoplastia de muy alto rendimiento para depositar el escaso einstenio disponible sobre el objetivo (fue desarrollada por Alfred Chetham-Strode ya que no funcionaba la técnica de evaporación de un filamento caliente)
- la mejora de la separación por intercambio de iones en columna de Dowex 50. La elusión con ácido alfahidroxiisobutírico fue idea de Gregory R. Choppin, tras probar muchos eluyentes y diferentes condiciones; hubo que probar cientos de veces hasta optimizar la técnica.

A finales de los 50 se construyó en Berkeley el ciclotrón de 88 pulgadas del que Harvey sería director. Permaneció en el laboratorio durante 26 años hasta conseguir un contrato definitivo.

## Publicaciones
- A. Ghiorso, B. G. Harvey, G. R. Choppin, S. G. Thompson, and G. T. Seaborg. "New Element Mendelevium, Atomic Number 101." Physical Review, volumen 98, número 5, 1955, pp. 1518–1519. doi:10.1103/PhysRev.98.1518
- Bernard G. Harvey, Alfred Chetham-Strode, Albert Ghiorso, Gregory R. Choppin, Stanley G. Thompson (UC, Berkeley) . New Isotopes of Einsteinium. Phys. Rev. 104: 1315-1319, 1956.
- Introduction to Nuclear Physics and Chemistry por Bernard G. Harvey (Jul 1969)
- Nuclear chemistry (Foundations of modern chemistry series) por Bernard G Harvey (1965)
- Introduction to Nuclear Physics & Chemistry por Bernard G Harvey (Ene 1962)
- Richard H. Pehl, Ernest Rivet, Joseph Cerny, y Bernard G. Harvey. C12(α, d)N14 Reaction. Physical Review Volumen 137 Número 1B, B114–B119 (1965).
- Bernard G. Harvey, Stanley G. Thompson, Albert Ghiorso, y Gregory R. Choppin. Further Production of Transcurium Nuclides by Neutron Irradiation. Phys. Rev. 93, 1129–1129 (1954)
- F S Goulding, y B G Harvey. Identification of Nuclear Particles. Annual Review of Nuclear Science. Vol. 25: 167-240 (Dic 1975) DOI: 10.1146/annurevns.25.120175.001123
- Bernard G. Harvey. Formation of projectile fragments by statistical decay in high-energy heavy-ion reactions. Lawrence Berkeley Laboratory. Physics Letters B. Volumen 252, n.º 4, 27 Dic 1990, Pág. 536-539.